# Akademija, Kaunas
Akademija est une ville de Lituanie, située dans l'Apskritis de Kaunas.

## Description
Située dans l'Apskritis de Kaunas, la ville d'Akademija fait partie de la Municipalité du district de Kaunas.
Selon le recensement de 2011, la ville compte 2 807 habitants. La ville a commencé à se développer en 1964, lorsque l'Université lituanienne d'agriculture (en) a été transférée dans le village voisin de Noreikiškės. La ville a été créée en 1999 à partir de parties des colonies de Noreikiškės et Ringaudai.